# インディー・レコーディングス
インディー・レコーディングス (Indie Recordings)は、ノルウェー・オスロに本社を置くインディペンデント・レコードレーベル。特にヘヴィメタル及びハードロックの分野に特化している。
インディー・レコーディングスの設立は2006年のことで、タブー・レコーディングスの設立者である、Espen Solheim RøhneとErik Solheim Røhneによって設立された。元々は、配給会社であるインディー・ディストリビューション (Indie Distribution)の小規模なサイドプロジェクトとして設立された。その後、サテリコンや1349、キープ・オヴ・カレシンなどのバンドと契約して徐々に成長した。インディー・レコーディングスのリリース作品の配給はインディー・ディストリビューションが担っている。また、ノルウェー国外のレーベル、たとえばスウェーデンのリゲイン・レコードのリリース作品のノルウェーにおける配給も行っている。
設立者の一人であるEspen Solheim Røhneは、ノルウェーのブラックメタルバンド、ゴルゴロスやゴッド・シード等で活動実績のある、キング・オヴ・ヘルと強い協力関係にある。そのため、ゴルゴロスの名称使用権をめぐる法廷闘争において、彼はバンド創設者のInfernusと対立したキング・オヴ・ヘルの主張を支持し、裁判で証人として証言を行っている。表向きは、ゴッド・シードがまだゴルゴロスの名前で活動していた間に、契約を結んでいる。2009年には、北米における配給について、アメリカ合衆国のジ・エンド・レコードと契約を結んでいる。

## アーティスト一覧
- 1349
- Audrey Horne
- Borknagar
- Cronian
- Einherjer
- Enslaved
- Funeral
- Gehenna
- God Seed
- In Vain
- Iskald
- Keep of Kalessin
- Kvelertak
- Legion of the Damnedo
- Mencea
- Ov Hell
- Red Harvesto
- Saturnian
- Sahg
- Sarke
- Satyricono
- Shining (Norway)
- Shining (Sweden)
- Solefald
- Stonegard
- Tantara
- Trinacria
- Tulus
- Vreid
- Wardruna

^o Norway only